# Wilfredo León Venero
Pour les articles homonymes, voir León.
Wilfredo León Venero est un joueur cubano-polonais de volley-ball né le 31 juillet 1993 à Santiago de Cuba. Il mesure 2,01 m et joue réceptionneur-attaquant. Il a fait ses débuts en équipe nationale cubaine lors du tournoi de qualification aux jeux olympiques 2008 à l'âge de 14 ans, il compte 38 sélections en équipe de Cuba.
Il reçoit la nationalité polonaise le 14 juillet 2015 et fait partie de l'équipe de Pologne depuis le 24 juillet 2019.

## Clubs
| Club                   | De        | À         |
| ---------------------- | --------- | --------- |
| Capitalinos            | 2005-2006 | 2009-2010 |
| Orientales de Santiago | 2010-2011 | 2012-2013 |
| Zenit Kazan            | 2014-2015 | 2017-2018 |
| Sir Safety Pérouse     | 2018-2019 | ?         |

## Palmarès

### Équipe nationale
- Championnat du monde 
  - Finaliste : 2010

- Championnat d'Europe 
  - Vainqueur : 2023

- Championnat d'Amérique du Nord (2)
  - Vainqueur : 2009, 2011

- Championnat du monde des moins de 21 ans 
  - Finaliste : 2009

- World Grand Champions 
  - Finaliste : 2009

- Ligue mondiale de volley-ball 
  - Vainqueur : 2023
  - Troisième : 2012, 2024

### Club
- Championnat national (3)
  - Vainqueur : 2008-2009, 2009-2010, 2010-2011

- Ligue des champions (4)
  - Vainqueur : 2014-2015, 2015-2016, 2016-2017, 2017-2018

- Coupe de Russie 
  - Vainqueur : 2014-2015

- Championnat de Russie 
  - Vainqueur : 2014-2015

- Super coupe de Russie 
  - Finaliste : 2014-2015

### Distinctions individuelles
- Meilleur serveur de la  Ligue mondiale 2009
- Meilleur attaquant du Championnat d'Amérique du Nord 2009
- Meilleur joueur du Championnat d'Amérique du Nord 2009
- Meilleur attaquant du Championnat d'Amérique du Nord 2011
- Meilleur marqueur du Championnat d'Amérique du Nord 2011
- Meilleur joueur du Championnat de Russie 2014-2015
- Meilleur réceptionneur de la Ligue des champions 2014-2015
- Meilleur joueur de la Ligue des champions 2014-2015